# گائوچین ورلوینت
گائوچین ورلوینت (به فرانسوی: Gauchin-Verloingt) یک کمون در فرانسه است که در پا-دو-کاله واقع شده‌است. گائوچین ورلوینت ۵٫۹۲ کیلومتر مربع مساحت دارد و ۸۵ متر بالاتر از سطح دریا واقع شده‌است.